# 4711 (tal)
4711 är det naturliga talet som följer 4710 och som följs av 4712.

## Inom vetenskapen
- 4711 Kathy, en asteroid.

## Inom litteratur och kultur
- Programmerare och andra tekniker använder gärna "4711" som "slumpmässigt" test- eller demonstrationsvärde, speciellt om man tycker att 17 eller 42 är för små. Det benämns i dessa sammanhang som "ett stort godtyckligt tal", som kontrast till "ett litet godtyckligt tal" som syftar på 7 eller "ett litet större godtyckligt tal", nämnda 17.[1]
- 4711 är namnet på en känd eau de Cologne. 4711 var parfymmakarens husnummer. Samma gatunummer har Procter & Gambles kontor i Toronto: 4711 Yonge Street.
- 4711 är andra halvan av det telefonnummer Ole Bramserud nämner i filmen SOS – en segelsällskapsresa. Hela numret till Oles personsökare är 0047-4711.